# Rudolf Indlekofer

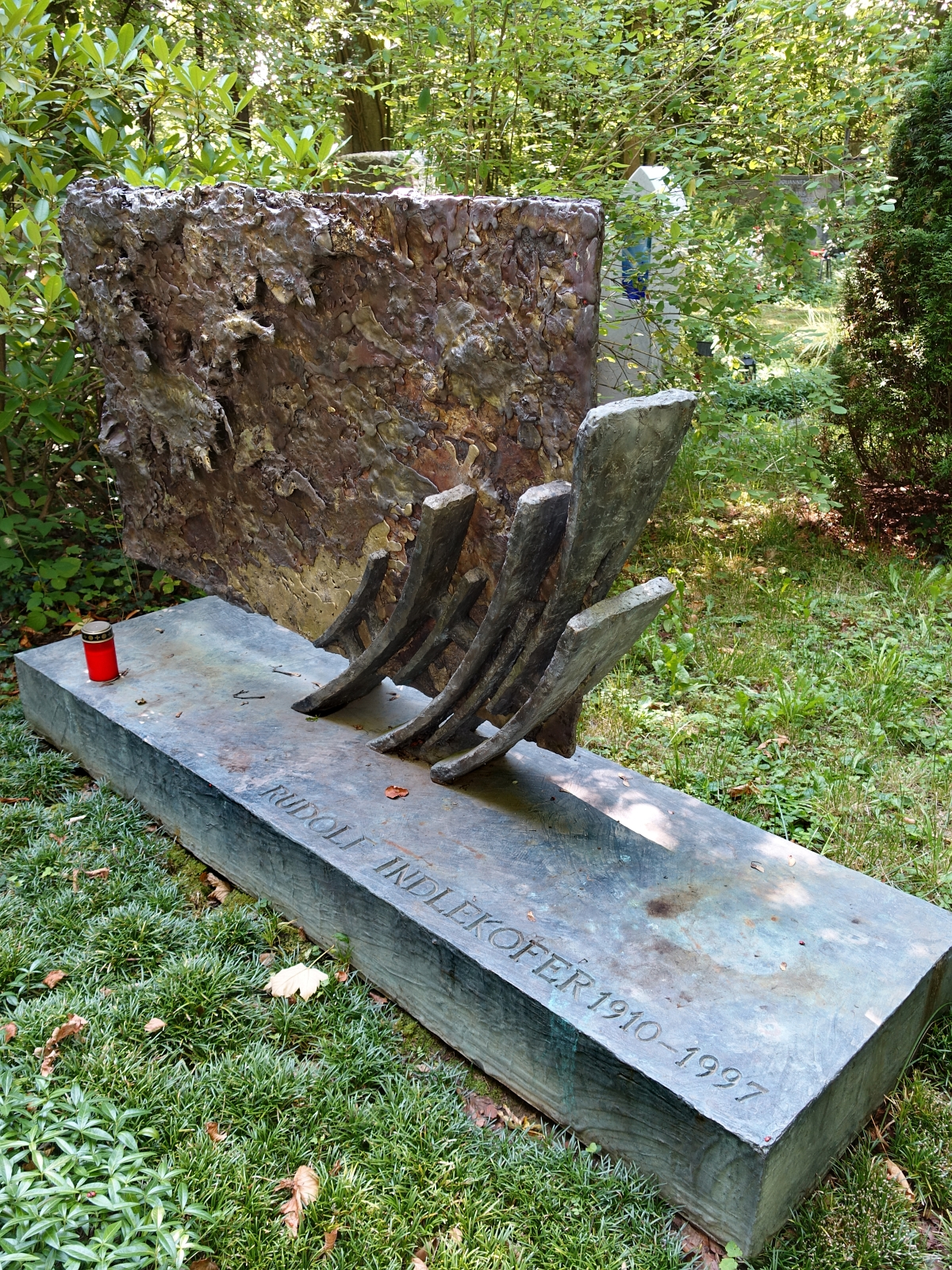
Grab Indlekofer, Waldfriedhof Rheinfelden

Rudolf Indlekofer (* 1910 in Basel; † 1997 in Davos) war ein Schweizer Verleger und Kunstsammler.

## Sammlung
Die ehemals umfängliche Kunstsammlung des Basler Druckers und Verlegers Rudolf Indlekofer (BDV, Basilius Presse) erwuchs aus der freundschaftlichen Beziehung und Zusammenarbeit mit Ernst Beyeler, dessen Galeriekataloge er seit den 1950er Jahren druckte, und aus Kontakten zu Künstlern und Kunstschriftstellern. Der Schweizer Tradition folgend war Indlekofer die qualitätvolle wie moderne Gestaltung und Herausgabe des Kunstbuches ein besonderes Anliegen. Er sammelte auch Holzskulpturen, Objekte und Hinterglasmalerei zum Beispiel von Mijo Kovacic. Künstlerische Arbeiten, Drucke, Lithografien und Leporellos und entstanden unter anderem mit Warja Lavater oder Germain van der Steen (1897–1985).

## Publikation
- Rudolf Indlekofer (Vorwort/Hrsg.), Jean Chevalier (Text), Juliette Roche-Gleizes: Albert Gleizes und der Kubismus. Basilius Presse, Basel/Stuttgart o. J. (1961).